# Mount Adaklu
Mount Adaklu lub Adaklu Mountain – góra leżąca 12 km od miasta Ho w regionie Volta w Ghanie, jest jedną z najwyższych (około 600 m n.p.m.), samotnie stojących gór w Ghanie, czczona jest przez mieszkańców pobliskich wiosek (grupa etniczna Ewe). Góra jest otoczona przez dziewięć wsi.
Organizowane wycieczki są częścią projektu rozwoju regionu, a uzyskane z nich zyski inwestowane są w gminie. Trzygodzinna wędrówka na szczyt jest dobrą okazją by zobaczyć barwne ptaki i motyle, małpy.
W połowie drogi do szczytu znajduje się wieś, która zapewnia gościnność, miłe miejsce do odpoczynku i jedzenie. Jest tam dom dla gości, obsługiwany przez gotujące kobiety i przewodnicy, którzy prowadzą wycieczki na szczyt Adaklu lub pokazują i wyjaśniają aspekty miejscowego życia na wsi. Nastrój w niej jest taki jak prawie wszędzie w Regionie Volta – swobodny i serdeczny.
Ze szczytu roztacza się nadzwyczajny widok trzech wiosek otaczających górę: Avanyaviefe i Sikama tworzących razem z Helekpe wspólnotę Adaklu Hasu. Oprócz wędrówki, proponowane są też inne formy zabawy, jak przedstawienia z udziałem tancerzy i bębnów, wycieczki rowerowe do pobliskich wsi, zwiedzanie ukrytych jaskiń świętych nietoperzy w okolicach wioski Avanyaviefe i liczne, mniej kosztowne trasy turystyczne. Adaklu słyną też z miodu od dzikich pszczół, wina palmowego i miejscowego ginu lepiej znanego jako akpateshi.
Trzy kilometry od podnóża góry znajduje się rezerwat przyrody Kalakpa Resource Reserve, gdzie można zobaczyć antylopy kob, bawoły, buszboki (Tragelaphus scriptus), pawiany i inne gatunki ptaków i ssaków.

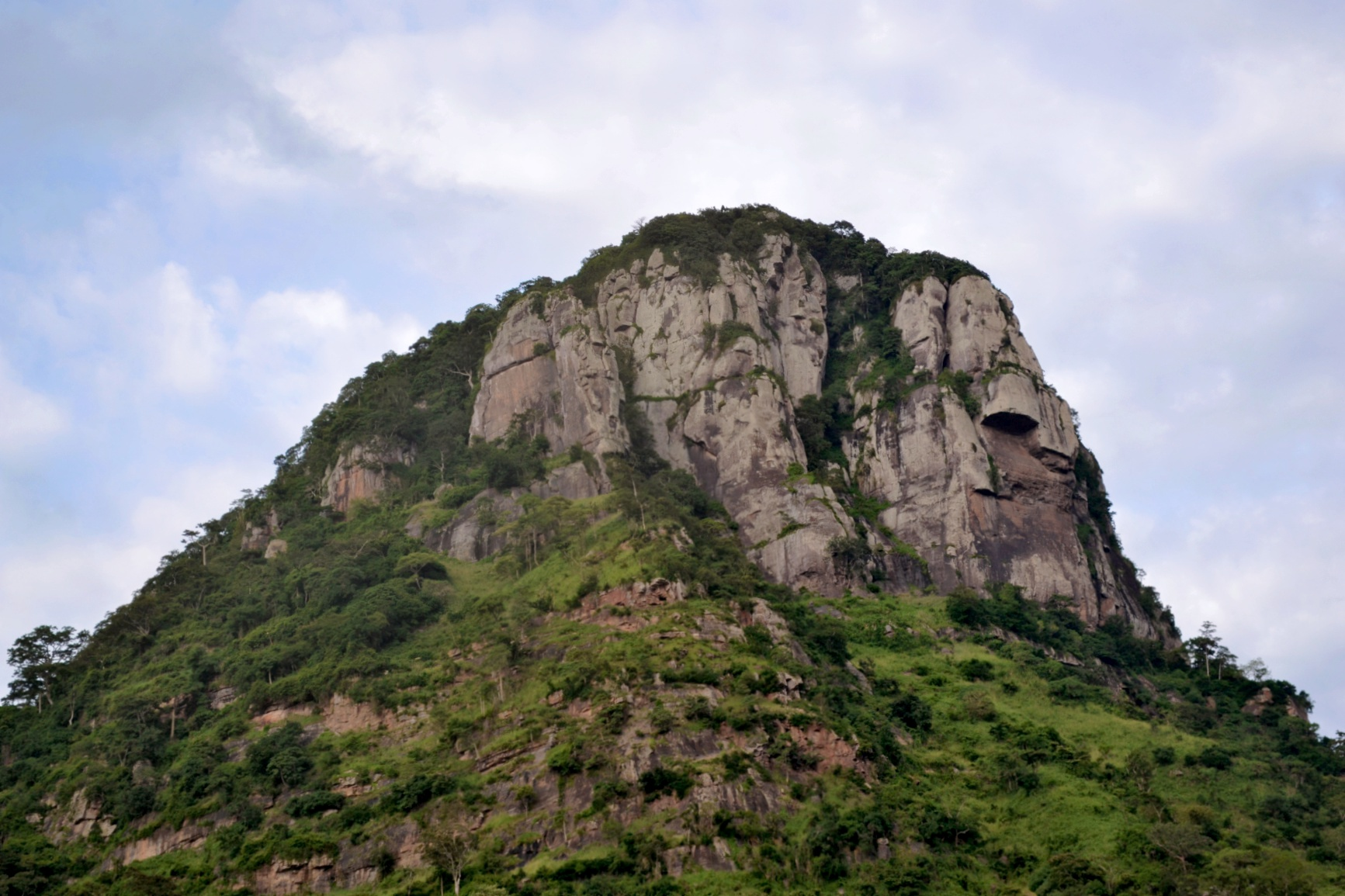
Mount Adaklu